# NGC 1796
NGC 1796 ist eine Balken-Spiralgalaxie vom Hubble-Typ SBb im Sternbild Schwertfisch am Südsternhimmel. Sie ist schätzungsweise 37 Millionen Lichtjahre von der Milchstraße entfernt und hat einen Durchmesser von etwa 20.000 Lichtjahren.
Das Objekt wurde am 26. Dezember 1834 von John Herschel entdeckt.